# Blastomeryx
A Blastomeryx az emlősök (Mammalia) osztályának párosujjú patások (Artiodactyla) rendjébe, ezen belül a pézsmaszarvasfélék (Moschidae) családjába tartozó fosszilis nem.

## Tudnivalók
A Blastomeryx-fajok Észak-Amerika területén éltek, a miocén kor elejétől, egészen annak a közepéig. Körülbelül 20,4-10,3 millió évvel ezelőtt.
75 centiméter hosszúak lehettek és a mai kancsilfélékre (Tragulidae) hasonlíthattak. A szájukból meghosszabbodott szemfogak lógtak alá. Habár a legtöbb Blastomeryx-nek, épp úgy mint a modern pézsmaszarvasoknak nem volt agancsuk, azonban egy középső miocén korszaki fajnak a koponyáján csontos képződmények vannak, melyek kezdetleges agancsoknak is vehetők.
M. Mendoza miután megvizsgált két példányt, arra a következtetésre jutott, hogy az egyik 55 kilogrammos, míg a másik csak 16 kilogrammos lehetett.

## Rendszerezés
A nembe az alábbi 1-3 faj tartozik:
- Blastomeryx cursor Cook, 1934
- Blastomeryx gemmifer Cope, 1874 - típusfaj; meglehet, hogy csak ez igazi Blastomeryx-faj[4]
- Blastomeryx vigoratus Hay, 1924

## Fordítás
- Ez a szócikk részben vagy egészben  a   Blastomeryx című angol Wikipédia-szócikk ezen változatának fordításán alapul.  Az eredeti cikk szerkesztőit annak laptörténete sorolja fel. Ez a jelzés csupán a megfogalmazás eredetét és a szerzői jogokat jelzi, nem szolgál a cikkben szereplő információk forrásmegjelöléseként.